# Copa del Generalísimo de baloncesto 1961
La Copa del Generalísimo de baloncesto 1961 fue la número 25.º, donde su final se disputó en el Frontón del Club Deportivo de Bilbao el 28 de mayo de 1961.
En esta edición de la Copa del Generalísimo participan los ocho mejores equipos de la Liga 1960-61 y los cuatro primeros equipos de Primera División.

## Equipos clasificados
| Pos. | Equipo               | Pts. | PJ | G  | E | P  | GF   | GC   | Dif. | Clasificación o descenso                 |
| ---- | -------------------- | ---- | -- | -- | - | -- | ---- | ---- | ---- | ---------------------------------------- |
| 1    | Real Madrid CF       | 63   | 22 | 21 | 0 | 1  | 1592 | 1154 | +438 | Pasa directamente a los Cuartos de final |
| 2    | CB Orillo Verde      | 45   | 22 | 15 | 0 | 7  | 1412 | 1244 | +168 | Pasa directamente a los Cuartos de final |
| 3    | CF Barcelona         | 45   | 22 | 15 | 0 | 7  | 1210 | 1177 | +33  | Pasa directamente a los Cuartos de final |
| 4    | Juventud de Badalona | 42   | 22 | 14 | 0 | 8  | 1261 | 1161 | +100 | Pasa directamente a los Cuartos de final |
| 5    | CB Aismalíbar        | 38   | 22 | 12 | 2 | 8  | 1243 | 1105 | +138 |                                          |
| 6    | Club Águilas         | 39   | 22 | 13 | 0 | 9  | 1195 | 1179 | +16  | Renunció a participar                    |
| 7    | CB Estudiantes       | 32   | 22 | 10 | 2 | 10 | 1248 | 1233 | +15  |                                          |
| 8    | Real Canoe           | 30   | 22 | 10 | 0 | 12 | 1327 | 1359 | −32  |                                          |
| 9    | CD Iberia            | 28   | 22 | 9  | 1 | 12 | 1200 | 1394 | −194 | Renunció a participar                    |
| 10   | RCD Español          | 18   | 22 | 6  | 0 | 16 | 1071 | 1148 | −77  |                                          |

 Fuente: Linguasport
Notas:
1. ↑  El CB Orillo Verde, segundo clasificado en la pasada Liga, desapareció al final del campeonato y no participó por tanto en la Fase Final del torneo de Copa.

También clasificaron para la fase previa, como mejores equipos de Primera División "Trofeo Gonzalo Aguirre":
- Picadero JC
- Club Agromán
- CB Mollet
- CD Colegio Ateneo

## Fase previa
Los dos primeros de cada grupo acceden a la Fase final. Los partidos se disputaron del 21 de mayo al 24 de mayo.

### Grupo I (Madrid)
| Pos. | Equipo            | PJ | G | P | PF  | PC  | DP   | Pts | Clasificación          |   | AGR | CAN   | EST   | ATE   |
| ---- | ----------------- | -- | - | - | --- | --- | ---- | --- | ---------------------- | - | --- | ----- | ----- | ----- |
| 1    | Club Agromán      | 3  | 3 | 0 | 195 | 143 | +52  | 6   | Acceso a la Fase final |   | —   | 54–51 | 63–51 | 78–41 |
| 2    | Real Canoe        | 3  | 2 | 1 | 211 | 149 | +62  | 5   | Acceso a la Fase final |   | –   | —     | 77–52 | 83–43 |
| 3    | CB Estudiantes    | 3  | 1 | 2 | 174 | 185 | −11  | 4   |                        |   | –   | –     | —     | 71–45 |
| 4    | CD Colegio Ateneo | 3  | 0 | 3 | 129 | 232 | −103 | 3   |                        | – | –   | –     | —     |       |

 Fuente: Linguasport
Notas:
1. ↑  El Real Canoe, se retiró antes de la Fase final, sin disputarla.

### Grupo II (Badalona)
| Pos. | Equipo        | PJ | G | P | PF  | PC  | DP  | Pts | Clasificación          |   | ESP   | AIS   | PIC   | MOL   |
| ---- | ------------- | -- | - | - | --- | --- | --- | --- | ---------------------- | - | ----- | ----- | ----- | ----- |
| 1    | RCD Español   | 3  | 2 | 1 | 144 | 134 | +10 | 5   | Acceso a la Fase final |   | —     | 48–39 | –     | 43–41 |
| 2    | CB Aismalíbar | 3  | 2 | 1 | 166 | 132 | +34 | 5   | Acceso a la Fase final |   | –     | —     | 50–44 | 77–40 |
| 3    | Picadero JC   | 3  | 2 | 1 | 152 | 145 | +7  | 5   |                        |   | 54–53 | –     | —     | 54–42 |
| 4    | CB Mollet     | 3  | 0 | 3 | 123 | 174 | −51 | 3   |                        | – | –     | –     | —     |       |

 Fuente: Linguasport

## Fase final
El CB Orillo Verde, segundo clasificado en la pasada Liga, desapareció al final del campeonato y no participó por tanto en la Fase Final del torneo de Copa, por lo que el cuadro de enfrentamientos en cuartos de final tuvo que ser reconfigurado a última hora con tan sólo seis equipos participantes (tras la ausencia igualmente de Canoe NC).
|  | Cuartos de final     | Cuartos de final     | Cuartos de final |               |    | Semifinales | Semifinales | Semifinales |  |                | Final          | Final      | Final      |  |
|  | 26 de mayo           | 26 de mayo           | 26 de mayo       |               |    | 27 de mayo  | 27 de mayo  | 27 de mayo  |  |                | 28 de mayo     | 28 de mayo | 28 de mayo |  |
|  |                      |                      |                  |               |    |             |             |             |  |                |                |            |            |  |
|  |                      |                      |                  |               |    |             |             |             |  |                |                |            |            |  |
|  |                      |                      |                  |               |    |             |             |             |  |                |                |            |            |  |
|  |                      |                      |                  |               |    |             |             |             |  |                |                |            |            |  |
|  |                      |                      |                  |               |    |             |             |             |  |                |                |            |            |  |
|  |                      | Real Madrid CF       | Real Madrid CF   | 59            |    |             |             |             |  |                |                |            |            |  |
|  |                      |                      |                  | 59            |    |             |             |             |  |                |                |            |            |  |
|  |                      |                      | CB Aismalíbar    | CB Aismalíbar | 43 |             |             |             |  |                |                |            |            |  |
|  | CB Aismalíbar        | CB Aismalíbar        | CB Aismalíbar    | CB Aismalíbar | 43 | 73          |             |             |  |                |                |            |            |  |
|  | CB Aismalíbar        | CB Aismalíbar        |                  |               |    |             |             |             |  |                |                |            |            |  |
|  | Club Agromán         | Club Agromán         | 49               |               |    |             |             |             |  |                |                |            |            |  |
|  | Club Agromán         | Club Agromán         | 49               |               |    |             |             |             |  | Real Madrid CF | Real Madrid CF | 76         |            |  |
|  |                      |                      |                  |               |    |             |             |             |  | Real Madrid CF | Real Madrid CF | 76         |            |  |
|  |                      |                      | CF Barcelona     | CF Barcelona  | 51 |             |             |             |  |                |                |            |            |  |
|  |                      |                      | CF Barcelona     | CF Barcelona  | 51 |             |             |             |  |                |                |            |            |  |
|  |                      |                      |                  |               |    |             |             |             |  |                |                |            |            |  |
|  |                      |                      |                  |               |    |             |             |             |  |                |                |            |            |  |
|  |                      | CF Barcelona         | CF Barcelona     | 47            |    |             |             |             |  |                |                |            |            |  |
|  |                      |                      |                  | 47            |    |             |             |             |  |                |                |            |            |  |
|  |                      |                      | RCD Español      | RCD Español   | 33 |             |             |             |  |                |                |            |            |  |
|  | Juventud de Badalona | Juventud de Badalona | RCD Español      | RCD Español   | 33 | 46          |             |             |  |                |                |            |            |  |
|  | Juventud de Badalona | Juventud de Badalona |                  |               |    |             |             |             |  |                |                |            |            |  |
|  | RCD Español          | RCD Español          | 56               |               |    |             |             |             |  |                |                |            |            |  |
|  | RCD Español          | RCD Español          | 56               |               |    |             |             |             |  |                |                |            |            |  |
|  |                      |                      |                  |               |    |             |             |             |  |                |                |            |            |  |

### Final
Fue la primera vez que la final la disputaron dos equipos del mismo club.
| 28 de mayo de 1961 | Real Madrid CF                     | 76–51 | CF Barcelona              |                                                                     |  |
|                    | Marcador por tiempos: 35–17, 41–37 |       |                           |                                                                     |  |
|                    | Estadísticas Emiliano Rodríguez 19 | Pts   | Estadísticas Raúl Cano 15 | Pabellón: Frontón del Club Deportivo, Bilbao Árbitros: Soriano Luis |  |

| Campeón de la Copa del Generalísimo 1961 |
| ---------------------------------------- |
| Real Madrid CF 7.º título                |